# 陳士
陳 士（ちん し、1957年 - ）は、台湾の囲碁棋士。中国囲棋会所属、七品（六段）。名人戦3期など。

## 経歴
1978年に名人戦リーグに参加、6勝4敗で同率一位となるが、プレーオフで林文伯に敗れる。1979年にプロ棋士となる。同年、1980年に名人戦挑戦者となるが、いずれも周咸亨に敗退。1982年八品。1983年に名人戦挑戦者となり、陳長清に4-0で勝ってタイトル獲得、以後85年まで3連覇。1984年に渡米し、化学博士号を取得。1994年に帰国し、囲碁界に復帰。

### タイトル歴
- 名人戦 1983-85年

### 他の棋歴
- 名人戦 挑戦者 1979、80年
- 国手戦 挑戦者 1985年
- 永大杯戦 準優勝 1997年